# Delta Force (série de jogos)
Delta Force é uma série de jogos eletrônicos de tiro em primeira pessoa criada e desenvolvida pela NovaLogic em 1998, inicialmente para o Windows e logo depois para outras plataformas. Os jogos são frequentemente incluídos no subgênero denominado "tiro em primeira pessoa tático". Um spin-off da série chamado Joint Operations: Typhoon Rising foi lançado em 2004. Um jogo da série chamado Delta Force Angel Falls estava em produção, mas foi cancelado devido ao fechamento da produtora. A NovaLogic foi a principal desenvolvedora e detentora da licença da franquia até a aquisição de seus ativos pela THQ Nordic em 31 de outubro de 2016.
Em 18 de agosto de 2023, a Tencent Games e a TiMi Studio Group revelaram um trailer de um novo título chamado Delta Force: Hawk Ops, mais tarde, apenas intitulado Delta Force. O jogo foi revelado como um reboot da série durante a Gamescom 2023. Delta Force já teve sua fase de pré-registro aberta para PC no final de 2024, e foi lançado oficialmente pela Team Jade em 20 de janeiro de 2025 para Microsoft Windows. Também estão previstos lançamentos do último título para PlayStation 5, Xbox Series X/S, celulares Android e iOS, embora não se tenha data confirmada para os consoles.

## Jogabilidade da série

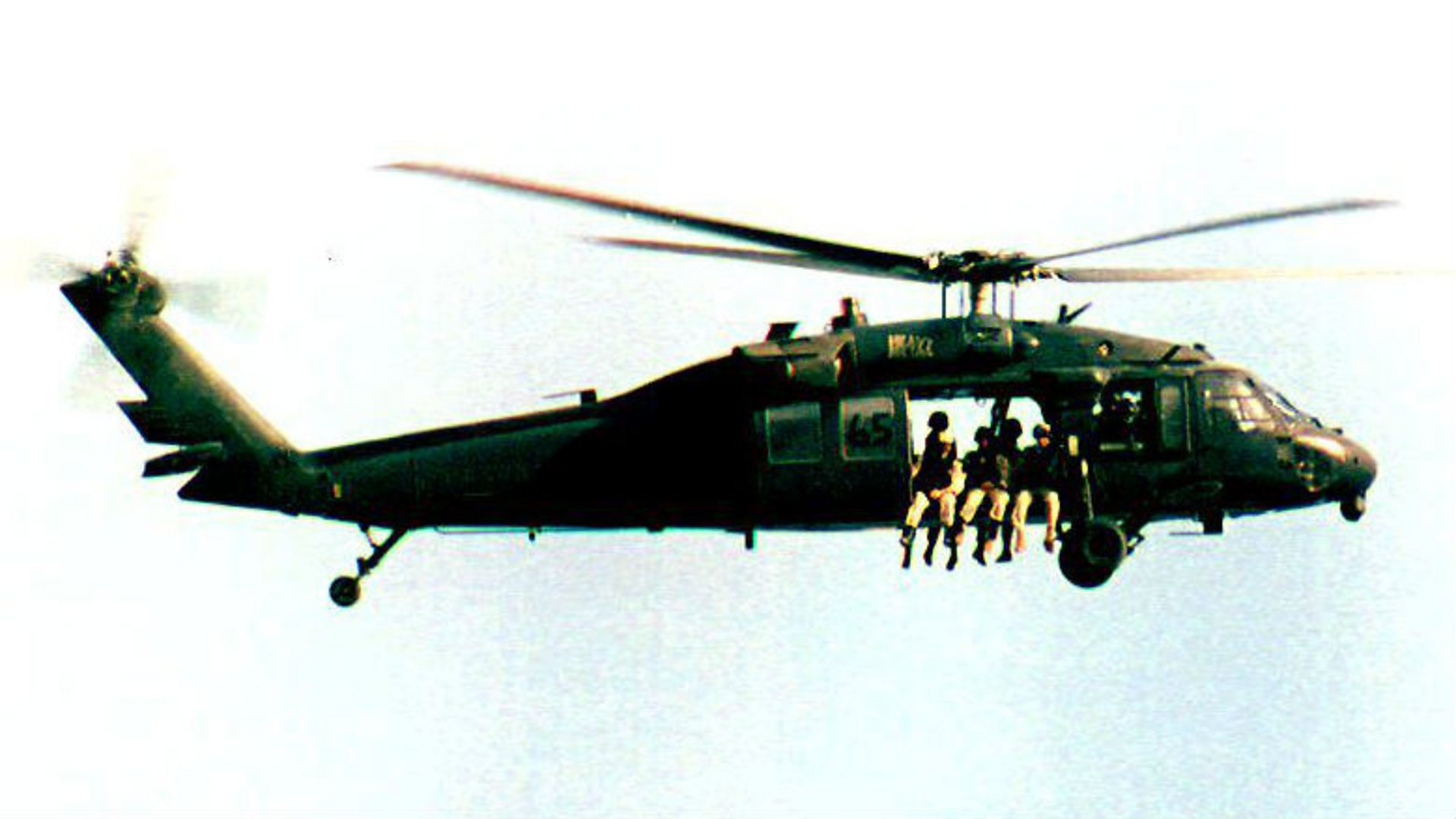
A série se destacou principalmente por sua jogabilidade tática de tiro em primeira pessoa e combates urbanos com aeronaves e veículos militares como o UH-60 Black Hawk, inspirado principalmente no incidente Black Hawk Down e pelo filme de 2003 de mesmo nome.

O nome da série refere-se ao 1º Destacamento Operacional das Forças Especiais-Delta, mais conhecidos como Delta Force (Força Delta). Como membro da Força Delta e outras forças especiais, o jogador deve realizar operações militares em diversas áreas de crise ao redor do mundo. O jogador deve acabar com organizações terroristas atacando campos de treinamento e comboios, libertando reféns, ajudando unidades aliadas e prendendo líderes rebeldes.
A maior parte dos primeiros jogos acontece ao ar livre, embora Black Hawk Down e seus últimos títulos enfatizem combates urbanos em ambientes de curta distância. A pé, o jogador caminha principalmente por paisagens abertas, montanhosas ou urbanas, e se orienta usando pontos de referência exibidos via GPS. O jogador deve usar a tática e a confiança de armas modernas para eliminar todos os tipos de soldados e veículos inimigos no caminho. Antes do jogo, o jogador pode montar seu próprio equipamento como a arma principal, arma secundária e explosivos. Ocasionalmente o jogador opera junto com soldados aliados.
O jogador chega ao local das missões de helicóptero, paraquedas ou bote. Em partes posteriores, o jogador também pode operar veículos e posições de metralhadora.
A embalagem do jogo original de 1998 incluía uma carta de contato com publicidade do Exército dos Estados Unidos. Algumas formulações sugerem o envolvimento da série com o Departamento de Defesa dos Estados Unidos. Entretanto, isso nunca foi confirmado.

## Jogos publicados
| Título                                    | Ano  | Plataformas                                      |
| ----------------------------------------- | ---- | ------------------------------------------------ |
| Delta Force                               | 1998 | Microsoft Windows                                |
| Delta Force 2                             | 1999 | Microsoft Windows                                |
| Delta Force: Land Warrior                 | 2000 | Microsoft Windows                                |
| Delta Force: Task Force Dagger            | 2002 | Microsoft Windows                                |
| Delta Force: Urban Warfare                | 2002 | PlayStation                                      |
| Delta Force: Black Hawk Down              | 2003 | Microsoft Windows, Mac OS X, PlayStation 2, Xbox |
| Delta Force: Black Hawk Down - Team Sabre | 2004 | Microsoft Windows, PlayStation 2                 |
| Delta Force: Xtreme                       | 2005 | Microsoft Windows                                |
| Delta Force: Xtreme 2                     | 2009 | Microsoft Windows                                |
| Delta Force                               | 2025 | Microsoft Windows, iOS, Android                  |